# Kupa
Kupa là một thị trấn thuộc hạt Borsod-Abaúj-Zemplén, Hungary. Thị trấn này có diện tích 7,84 km², dân số năm 2010 là 147 người, mật độ 19 người/km².